# Orden des heiligen Christoph
Der Orden des heiligen Christophs war ein österreichischer Orden.
1517 wurde er durch verschiedene Personen aus dem Adels- und Ritterstand errichtet. Damen konnten Mitglieder dieses Ordens werden. Sinn war die Absicht, dem Laster des Fluchens und dem unmäßigen Trinken Einhalt zu gebieten. 
Die Urheber dieser gesellschaftliche Verbindung kamen aus den Herzogtümern Steiermark, Kärnten und Krain. Streng genommen war es eigentlich kein echter Ritterorden. Der eigentliche Stifter war Siegmund von Dietrichstein Reichsfreiherr zu Hollenburg Finkenstein und Thalberg (* 1484, † 1533), der die Statuten verfasste, in deren Einleitung die Vereinigung als „Orden“ beschrieben wurde. 
Den Mitgliedern dieser Gesellschaft war Fluchen und Schwören verboten. Ein Verstoß gegen dieses Statut wurde mit einem Gulden Strafe belegt. Beim sechsten Vorfall wurde man aus der Gesellschaft ausgeschlossen. Übliches Zutrinken und Wetttrinken wurde mit zwei Gulden Strafe belegt.
Ein Bild des heiligen Christoph wurde an einer Kette oder Schnur um den Hals, oder anders sichtbar, getragen. Bei unsichtbarem Ordenszeichen mussten drei Kreuzer Strafe bezahlt werden. Die Statuten waren in Graz am 22. Juni 1517 beschlossen worden. Jährlich kamen die Ordensmitglieder nach Graz zum Gottesdienst und zum gemeinsamen Essen mit anschließender Neuwahl eines neuen Hauptmanns.

## Mitglieder
- Auersperg,
- Drei Mitglieder des Adelsgeschlechtes Dietrichstein
- Harrach
- Drei Mitglieder des Adelsgeschlechtes Herberstein
- Saurau
- Trautmannsdorf